# Famille Mikes
Mikes (zabolai Mikes en hongrois) est le patronyme d'une ancienne famille  noble sicule.

## Principaux membres
- Mihály Mikes reçoit en 1584 du prince Sigismond Ier Báthory d'importants dons de terres.
- Mihály Mikes (en) (†1662), Chancelier de la Transylvanie (1656-1660).
- Kelemen Mikes de Zágon (1690-1761), est un chroniqueur et poète hongrois.
- Mihály Mikes (en) (†1721), capitaine général de Háromszék, il est créé baron par Léopold Ier de Habsbourg en 1693 puis comte héréditaire trois ans plus tard. Ispán du comté de Szolnok-Doboka.
- comte Kelemen Mikes (hu) (1820–1849), général de la Honvéd durant la révolution hongroise de 1848, il est tué durant le siège de Nagyszeben.
- comte Benedek Mikes (1819–1878), chevalier de l'Ordre de la Couronne de fer, il fut l'un des pionniers et fondateurs de Tusnádfürdő.
- comte Armin Mikes (1868-1944), industriel, chambellan impérial et royal.
- comte János Mikes (hu) (1876–1945), évêque du diocèse de Szombathely (1911–1936).

## Sources
- A Magyar Nemes Vitézsége, Bánó Attila, Ed. Athenaeum, Budapest, 2009,  (ISBN 978 963 293 030 5)
- Magyarország családai: Czimerekkel és nemzékrendi táblákkal, Iván Nagy, István Friebeisz, Pest, 1862